# Кайдаш Вадим Григорович
Вадим Григорович Кайдаш — український астроном, спеціаліст зі спектрофотометрії та поляриметрії безатмосферних космічних тіл, директор НДІ астрономії Харківського національного університету, лауреат Державної премії України в галузі науки і техніки (2010).

## Життєпис
Народився в Харкові. В 1988—1993 навчався на фізичному факультеті Харківського державного університету ім. О. М. Горького. В 1994—1997 навчався в аспірантурі Харківського університету, а в 1999 захистив кандидатську дисертацію за темою «Прогнозування хімічного складу та районування поверхні видимої півкулі Місяця за даними оптичних вимірювань».
З 1997 працює в НДІ астрономії Харківського університету. В 2012 обійняв посаду завідувача відділом дистанційного зондування планет НДІ астрономії, а 2014 був обраний директором НДІ астрономії.
З 2014 року працює доцентом на кафедрі астрономії та космічної інформатики ХНУ, викладає курси «Математичне моделювання», «Інформатика та програмування».

### Праці
Кайдаш працював над визначенням складу місячних ґрунтів за даними місії Клементина, досліджував оптичні аномалії місячної поверхні за даними космічних місій Lunar Reconnaissance Orbiter (НАСА), SELENE (JAXA), Смарт-1 (ЄКА) а також за даними телескопічних спостережень. За даними космічного телескопа Габбл він робив поляриметричні дослідження Марса та аналізував динаміку хмар в марсіанській атмосфері. Крім того він зробив значний внесок в теоретичне й експериментальне дослідження відбивання світла реголітом.

## Відзнаки
- Премія Міжнародної академії астронавтики (у складі авторського колективу) за найкращу наукову публікацію 2010 року[3]
- Державна премія України в галузі науки і техніки (2010)[2].
- На честь науковця названо астероїд 30769 Кайдаш